# Palaeopropithecus ingens
Il Palaeopropithecus ingens era un grosso lemure estinto vissuto in Madagascar.

## Descrizione
Le zampe anteriori di ques'animale erano più lunghe di quelle posteriori, al contrario di altri indridi estinti, nei quali avveniva il contrario; sulle mani, i pollici erano scarsamente sviluppati, mentre le altre dita avevano falangi allungate ed erano incurvate ad uncino, per potersi appendere agli alberi a testa in giù come i bradipi.
Il cranio era piuttosto robusto, con un muso piuttosto allungato, con una grossa mandibola sulla quale gli incisivi inferiori erano piccoli ed a forma di spatola, inoltre erano verticali rispetto alla mandibola, mentre i molari erano larghi e muniti di creste; queste caratteristiche dentarie lasciano supporre che il Palaeopropithecus ingens fosse un mangiatore di foglie.

## Estinzione

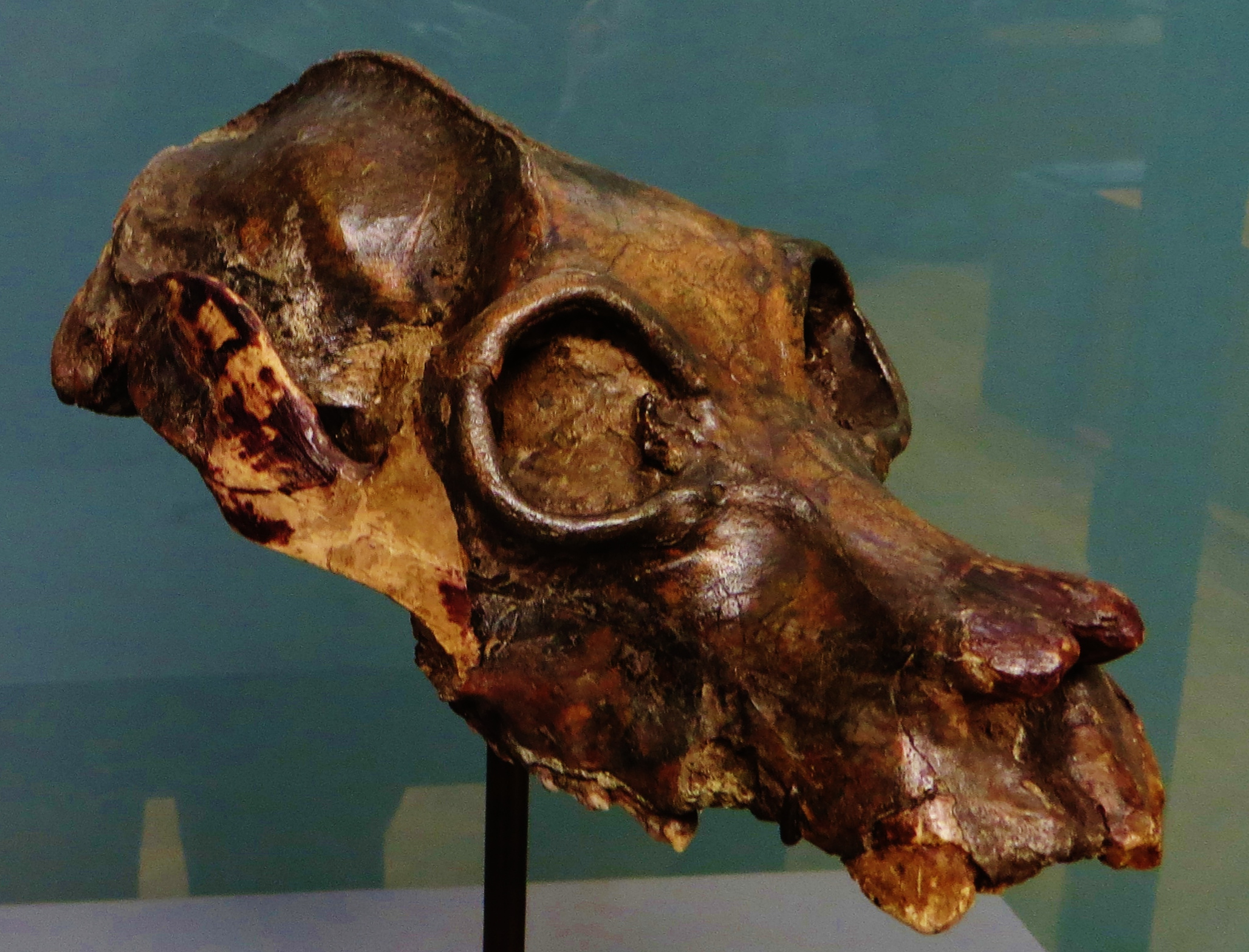
Cranio di Palaeopropithecus maximus

La data della sua estinzione non è certa, tuttavia si ipotizza che questi animali siano scomparsi completamente dopo il 1500, poco prima dell'arrivo degli europei in Madagascar, probabilmente a causa della caccia e della distruzione del loro habitat da parte dei primi colonizzatori malgasci.